# Ron Hornaday Jr.
Ron Hornaday Jr., född 20 juni 1958 i Palmdale i Kalifornien, är en amerikansk racerförare.

## Racingkarriär
Hornaday är främst berömd för sina tre titlar i Nascar:s pickupserie Truck Series 1996, 1998 och 2007. Hornaday blev även trea i Nascar Busch Series 2003, men lyckades aldrig bli en ordinarie förare i Cupserien, trots 45 starter. Han tog enbart en plats bland topp 10 under sin karriär i den högsta serien. Hornaday är den mest vinstrike i truckserien, med segrar över 14 års spann.